# Le Bine
Le Bine este o arie protejată (arie specială de conservare — SAC, sit de importanță comunitară — SCI) din Italia întinsă pe o suprafață de 144 ha, integral pe uscat.

## Localizare
Centrul sitului Le Bine este situat la coordonatele 45°08′20″N 10°26′27″E / 45.138889°N 10.440833°E.

## Înființare
Situl Le Bine a fost declarat sit de importanță comunitară în iunie 1995 pentru a proteja 111 specii de animale. Situl a fost protejat și ca arie specială de conservare în iulie 2016.

## Biodiversitate
Situată în ecoregiunea continentală, aria protejată conține 5 habitate naturale: Ape stătătoare oligotrofe până la mezotrofe, cu vegetație de Littorelletea uniflorae și/sau de Isoëto-Nanojuncetea, Râuri cu maluri nămoloase cu vegetație de Chenopodion rubri p.p. și Bidention p.p., Lacuri eutrofice naturale cu vegetație de tip Magnopotamion sau Hydrocharition, Păduri aluvionare cu Alnus glutinosa și Fraxinus excelsior (Alno-Padion, Alnion incanae, Salicion albae), Liziere de ierburi înalte hidrofile de câmpie și de nivel montan până la alpin.
La baza desemnării sitului se află mai multe specii protejate:
- păsări (102): uliu păsărar (Accipiter nisus), lăcar-de-mlaștină (Acrocephalus palustris), lăcar-de-rogoz (Acrocephalus schoenobaenus), lăcar-de-lac (Acrocephalus scirpaceus), fluierar de munte (Actitis hypoleucos), ciocârlie-de-câmp (Alauda arvensis), pescăruș albastru (Alcedo atthis), Alectoris rufa, rață sulițar (Anas acuta), rață pitică (Anas crecca), rață mare (Anas platyrhynchos), fâsă de luncă (Anthus pratensis), fâsă de pădure (Anthus trivialis), egretă mare (Ardea alba), stârc cenușiu (Ardea cinerea), stârc roșu (Ardea purpurea), stârc galben (Ardeola ralloides), ciuf-de-pădure (Asio otus), cucuvea (Athene noctua), rață-cu-cap-castaniu (Aythya ferina), buhai de baltă (Botaurus stellaris), șorecarul comun (Buteo buteo), caprimulg (Caprimulgus europaeus), Cettia cetti,  prundaș gulerat mic (Charadrius dubius), barză albă (Ciconia ciconia), barză neagră (Ciconia nigra), erete de stuf (Circus aeruginosus), erete vânăt (Circus cyaneus), erete alb (Circus macrourus), erete cenușiu (Circus pygargus), Cisticola juncidis, acvilă țipătoare (Clanga clanga), porumbel gulerat (Columba palumbus), cioară de semănătură (Corvus frugilegus), prepeliță (Coturnix coturnix), lăstun de casă (Delichon urbicum), ciocănitoare pestriță mare (Dendrocopos major), egretă mică (Egretta garzetta), presură de stuf (Emberiza schoeniclus), șoim de iarnă (Falco columbarius), șoimul rândunelelor (Falco subbuteo), vânturel roșu (Falco tinnunculus), muscar negru (Ficedula hypoleuca), cinteză (Fringilla coelebs), lișiță (Fulica atra), ciocârlan (Galerida cristata), becațină comună (Gallinago gallinago), găinușă de baltă (Gallinula chloropus), gaiță (Garrulus glandarius), piciorong (Himantopus himantopus), Hippolais polyglotta, stârc pitic (Ixobrychus minutus), capîntortură (Jynx torquilla), sfrâncioc roșiatic (Lanius collurio), sfrânciocul cu frunte neagră (Lanius minor), pescăruș argintiu (Larus cachinnans), pescăruș râzător (Larus ridibundus), grelușel-de-zăvoi (Locustella luscinioides), rață fluierătoare (Mareca penelope), prigoare (Merops apiaster), gaia neagră (Milvus migrans), codobatură de munte (Motacilla cinerea), Numenius arquata arquata, stârc de noapte (Nycticorax nycticorax), vultur pescar (Pandion haliaetus), pițigoi de stuf (Panurus biarmicus), vrabie (Passer domesticus), vrabie de câmp (Passer montanus), viespar (Pernis apivorus), cormoran mare (Phalacrocorax carbo), fazan (Phasianus colchicus), codroșul de pădure (Phoenicurus phoenicurus), pitulice de munte (Phylloscopus bonelli), pitulice de munte (Phylloscopus collybita), pitulice sfârâitoare (Phylloscopus sibilatrix), pitulice-fluierătoare (Phylloscopus trochilus), coțofană (Pica pica), ciocănitoarea verde (Picus viridis), cresteț pestriț (Porzana porzana), cristei de baltă (Rallus aquaticus), aușel cu cap galben (Regulus regulus), lăstun de mal (Riparia riparia), mărăcinar negru (Saxicola torquatus), sitar de pădure (Scolopax rusticola), Spatula clypeata, rață cârâitoare (Spatula querquedula), guguștiuc (Streptopelia decaocto), turturică (Streptopelia turtur), huhurez mic (Strix aluco), graur (Sturnus vulgaris), corcodel mic (Tachybaptus ruficollis), fluierar de mlaștină (Tringa glareola), fluierar cu picioare verzi (Tringa nebularia), fluierarul de zăvoi (Tringa ochropus), pănțărușul (Troglodytes troglodytes), sturzul viilor (Turdus iliacus), mierlă (Turdus merula), sturz-cântător (Turdus philomelos), sturz (Turdus pilaris), strigă (Tyto alba), nagâț (Vanellus vanellus)
- amfibieni (2): Rana latastei, Triturus carnifex
- nevertebrate (2): fluturele purpuriu (Lycaena dispar), Ophiogomphus cecilia
- pești (5): sturion de adriatica (Acipenser naccarii), Barbus plebejus, Chondrostoma soetta, Cobitis bilineata, Protochondrostoma genei

Pe lângă speciile protejate, pe teritoriul sitului au mai fost identificate 24 de specii de plante, 4 specii de amfibieni, 16 specii de mamifere, 8 specii de nevertebrate, 1 specie de pești, 7 specii de reptile.